# 訥勒赫

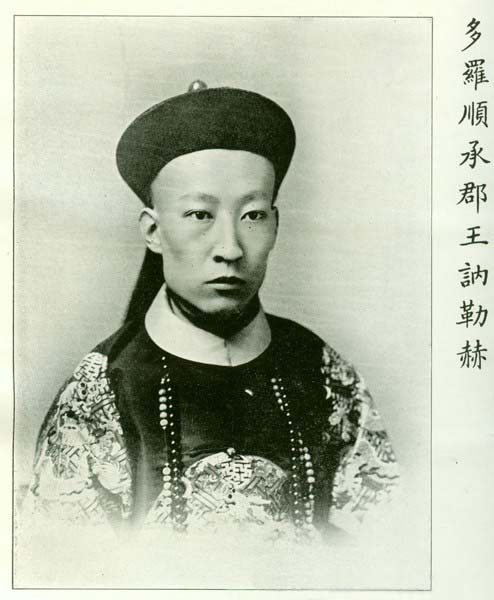

訥勒赫（1881年6月4日（光緒七年五月初八）—1917年2月14日（民國六年正月二十三））爱新觉罗氏，滿洲鑲藍旗人，顺承质郡王。

## 生平
讷勒赫生于光绪七年辛巳五月初八日寅时，属于恒字辈。讷勒赫于光绪七年（1881年）閏七月承袭顺承郡王，二十四年（1898年）二月充任鑲紅旗宗室總族長，三年後（1901年）的正月授閱兵大臣、二月管理正白旗覺羅學事務。
光绪三十一年（1905年），他出任鑲黃旗蒙古都统，次年（1906年）毕业于陆军贵胄学堂並任宗人府右宗人、調鑲紅旗滿州都统。宣统三年（1911年）任正白旗满洲都统。他还曾任禁烟大臣。
民国六年（1917年）农历正月二十三日，讷勒赫病逝。各方选定其堂兄长福之子、时年6岁的文葵过继为讷勒赫之子。逊帝溥仪封文葵为顺承郡王。

## 家族
- 父：順承敏郡王慶恩
- 母：庶福晉楊佳氏[1]
- 妻妾：[1]
  - 嫡福晉葉赫那拉氏（桂祥女）
- 子：[1]
  - 继任順承郡王文葵，奉恩將軍長福子，母繼妻博羅特氏